# Salim-Sulaiman
Salim-Sulaiman es un dúo de cantantes y compositores de la India, que han participado en películas de lengua Hindi y de Bollywood. El dúo está integrado por dos hermanos, Salim Merchant y Mercante Sulaiman.
Salim y Sulaiman han escrito y compuesto durante más de una década para películas como Neal 'n' Nikki, Chak De India, Rab Ne Bana Di Jodi y Fashion.
El dúo también ha escrito y compuesto para otros artistas del género pop hindi, tales como Viva, Asmaan, Shweta Shetty, Jasmine y para otros estilos como el género Bhai y entre otros, también han producido para varios anuncios de televisión y han trabajado con artistas como Ustad Zakir Hussain y Ustad Sultan Khan.
Consiguieron su primer gran contrato con Bollywood Karan Johar, cuando se les hizo una pregunta para componer para la película, Kaal. Ya que constituyeron para los conocidos productores y directores como Yash Chopra, Subhash Ghai y Ram Gopal Varma.

## Filmografía

### Canciones
- Band Baaja Baarat (2010)
- Paathshaala (2010)
- Teen Patti (película) (2010)
- Pyaar Impossible (2009)
- Rocket Singh: Salesman of the Year (2009)
- Kurbaan (2009)
- Aashayein (2009)
- Luck (2009)
- The Wonder Pets (2009)
- 8 X 10 Tasveer  (2009)
- Rab Ne Bana Di Jodi (2008)
- Fashion (2008)
- Roadside Romeo (2008)
- Bombay to Bangkok (2008)
- Aaja Nachle (2007)
- Chak De India (2007)
- Dor (2006)
- Neal N Nikki (2006)
- Iqbal (2006)
- Kaal (2005)
- Darna Mana Hai (2003)
- Bhoot (2003)
- Gate To Heaven (2003)
- Teen Deewarein (2003)
- Ghaath (2000)
- Hamesha (1997)

### Temas musicales
- Paathshala (2010)
- Wanted (2009)
- Dostana (2008)
- Fashion (2008)
- Singh Is Kinng (2008)
- Dhoom 2 (2006)
- Krrish (2006)
- 36 China Town (2006)
- Pyare Mohan (2006)
- Being Cyrus (2006)
- Fight Club - Members Only (2006)
- Mere Jeevan Saathi (2006)
- Dosti: Friends Forever (2005)
- Vaah! Life Ho To Aisi (2005)
- Salaam Namaste (2005)
- No Entry (2005)
- Barsaat (2005)
- Maine Pyaar Kyun Kiya? (2005)
- Naina (2005)
- Matrubhoomi|Matrubhoomi: A Nation Without Women (2005)
- Vaada (2005)
- Koffee with Karan (Séries TV) (2004)
- Aitraaz (2004)
- Dhoom (2004)
- Shock (2004)
- Mujhse Shaadi Karogi (2004)
- Hyderabad Blues 2 (2004)
- Hum Tum (2004)
- Ab Tak Sodhi(2004)
- Agni Pankh (2004)
- Kahan Ho Tum (2003)
- Qayamat (2003)
- Moksha (2001)
- Pyaar Mein Kabhi Kabhi (1999)